# Beith
Beith (gälisch: A’ Bheithe) ist eine Stadt in der schottischen Council Area North Ayrshire. Mit dem Herrenhaus Woodside House befindet sich ein Baudenkmal der höchsten schottischen Denkmalkategorie A in der Umgebung von Beith.

## Geographie
Beith ist eine Kleinstadt an der Ostgrenze von North Ayrshire zum benachbarten Renfrewshire. Sie liegt in 105 m Höhe etwa 16 Kilometer nordöstlich von Irvine und 31 Kilometer südwestlich von Glasgow. Beith wird von keinem größeren Bach durchflossen, liegt aber wenige hundert Meter östlich des Kilbirnie Lochs. Westlich des Sees fließt der Garnock. Die nächstgelegene Stadt ist das drei Kilometer westliche Kilbirnie.

## Geschichte
Die Besiedlung der Umgebung von Beith kann über 5000 Jahre zurückverfolgt werden. The Druid’s Graves (oder Caves) am Cuff Hill sind ein ovaler Grabhügel aus dieser Zeit. Der Name Beith leitet sich von gälisch Beithe ab und bedeutet „Birke“. Nachdem es sich zunächst nur um einen kleinen Weiler handelte, wuchs Beith im 18. Jahrhundert im Zuge der Industrialisierung. 1759 war die Einwohnerzahl bereits auf rund 700 angewachsen und verdoppelte sich bis 1788 auf rund 1500. Diese Entwicklung war dem Einzug der Textilindustrie geschuldet, die lange Zeit einen bedeutenden Wirtschaftszweig in Beith darstellte. Im Jahre 1851 wurden in Beith 4012 Einwohner gezählt, wobei die Zahl bis 1951 (4347) nur gering anwuchs. Lebten 1971 noch 5859 Personen in der Stadt, waren 30 Jahre später schon 6346. Bei Zensuserhebung 2011 lebten 6024 Personen in Beith.

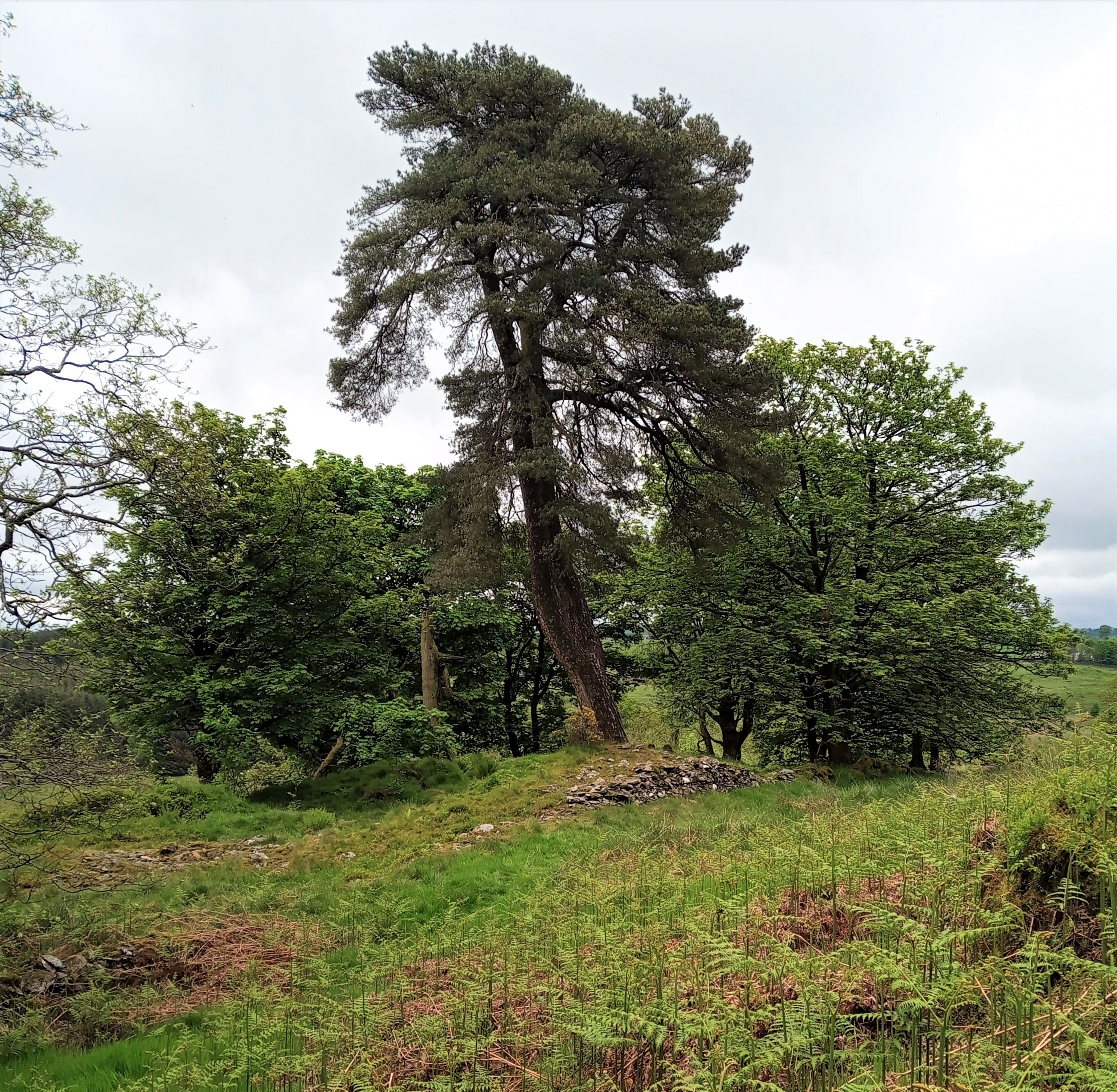
Druid’s Grave
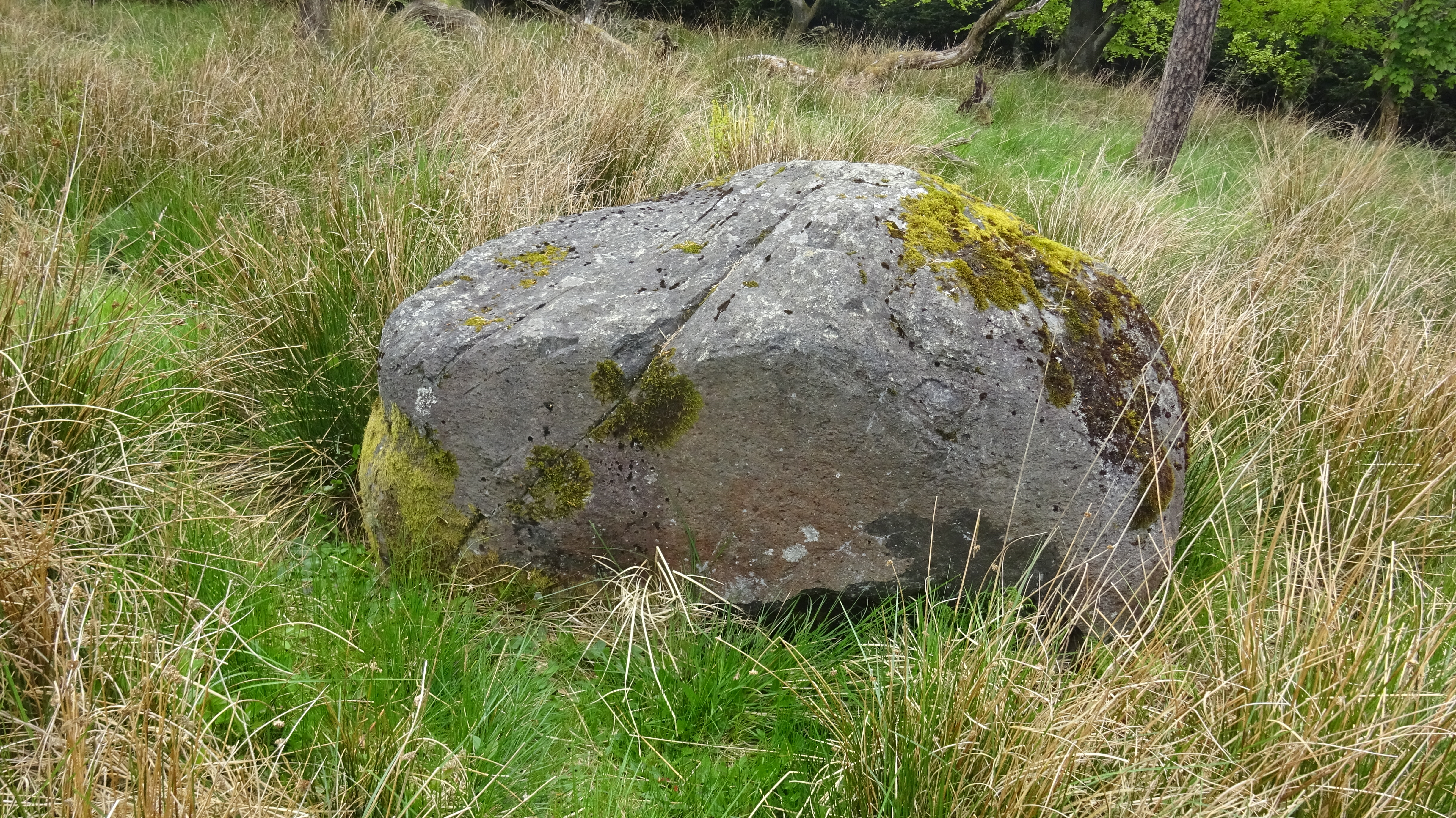
Der Cuff Hill’s Wackelstein

## Verkehr

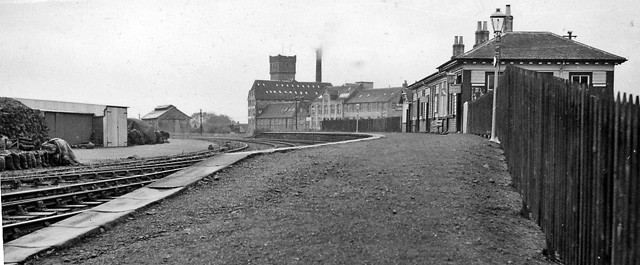
Beith Town, 1961

Beith ist durch die A737, die Irvine und Paisley verbindet, an das Fernstraßennetz angeschlossen. Im 19. Jahrhundert wurde die Stadt an das Eisenbahnnetz angeschlossen. Sie besaß mit Beith Town und Beith North zwei Bahnhöfe, welche von der Caledonian Railway und der Glasgow and South Western Railway entlang der Glasgow, Barrhead and Kilmarnock Joint Railway beziehungsweise von der Glasgow and South Western Railway an der Glasgow, Paisley, Kilmarnock and Ayr Railway bedient wurden. Mitte des 20. Jahrhunderts wurden beide Bahnhöfe geschlossen. Der internationale Flughafen von Glasgow liegt rund 18 km nordöstlich.